# 루가노호
루가노호(이탈리아어: Lago di Lugano, 독일어: Luganersee)는 스위스 남부 티치노주, 이탈리아 북부 롬바르디아주 사이에 걸쳐 있는 호수로 면적은 48.7km2, 최대 수심은 288m, 평균 수심은 134m, 저수량은 6.5km3, 수면 높이는 271m이다.
루가노 호수는 스위스 남부와 이탈리아 북부 국경에 위치한 빙하호다. 호수 이름은 호수와 접한 스위스의 도시인 루가노에서 유래된 이름이다. 코모호와 마조레호의 중간 지점에 위치한다. 590년 투르의 그레고리우스가 세레시오(Ceresio)라는 이름으로 처음 인용했다. 벚나무를 뜻하는 라틴어 cerasus에서 유래했다고 하는 이름으로, 한때 호수 기슭을 장식했던 풍부한 벚나무를 의미한다. 호수는 804년 문서에 Laco Luanasco라는 이름으로 나타난다.
호수 기슭에는 동쪽의 몬테브레산, 루가노 서쪽의 몬테산살바토레산, 남동쪽 해안의 몬테제네로소산 등 다양한 산과 관광지가 있다. 세계문화유산인 몬테산조르조산 호수의 남쪽에 위치하고 있다. 또한 남쪽에는 생케 베테가 있다.
호수는 마조레 호수로 흘러나가는 트레사강에 의해 배수되고, 트레사강은 다시 티치노강과 포강에 의해 배수된다.

## 역사
호수 기슭을 관리하는 정치 단체에 대한 첫 번째 확실한 증언은 818년의 것이다. 전략적으로 중요한 지역을 차지하고 있던 호수는 당시 스페리오 카운티의 봉건 영지 중 일부였다. 1000년경, 코모 주교의 통제하에 들어왔다. 이 지역은 1218년부터 1227년까지 알프스 교통 통제를 놓고 코모와 밀라노 사이에 전쟁이 일어난 곳이었다. 호수와 그 해안이 점진적으로 밀라노 공국에 편입되면서 15세기 동안 정치적, 영토적 논쟁의 대상이 되었다. 루가노는 호수의 주요 도시가 되었다.
이 호수는 16세기 초 스위스 주의 고산 영지가 설립된 후 단일 주권을 가지는 정치 실체에 속하지 않게 되었다. 이탈리아-스위스 국경은 1752년 바레제 조약으로 고정되었으며 그 이후로 거의 변하지 않았다.
1848년 멜리데 둑길은 멜리데와 비소네 사이의 빙퇴석에 건설되어 호수를 가로질러 도로를 이동하고 루가노와 키아소 사이를 직접 연결한다. 오늘날 둑길에는 고트하르트 철도와 A2 고속도로도 있다.

## 지리

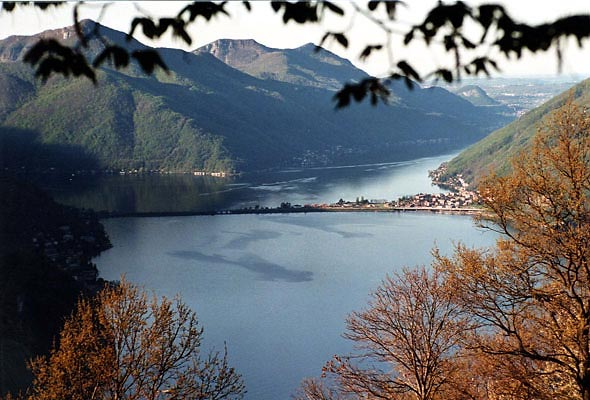
루가노 호수와 멜리데 둑길

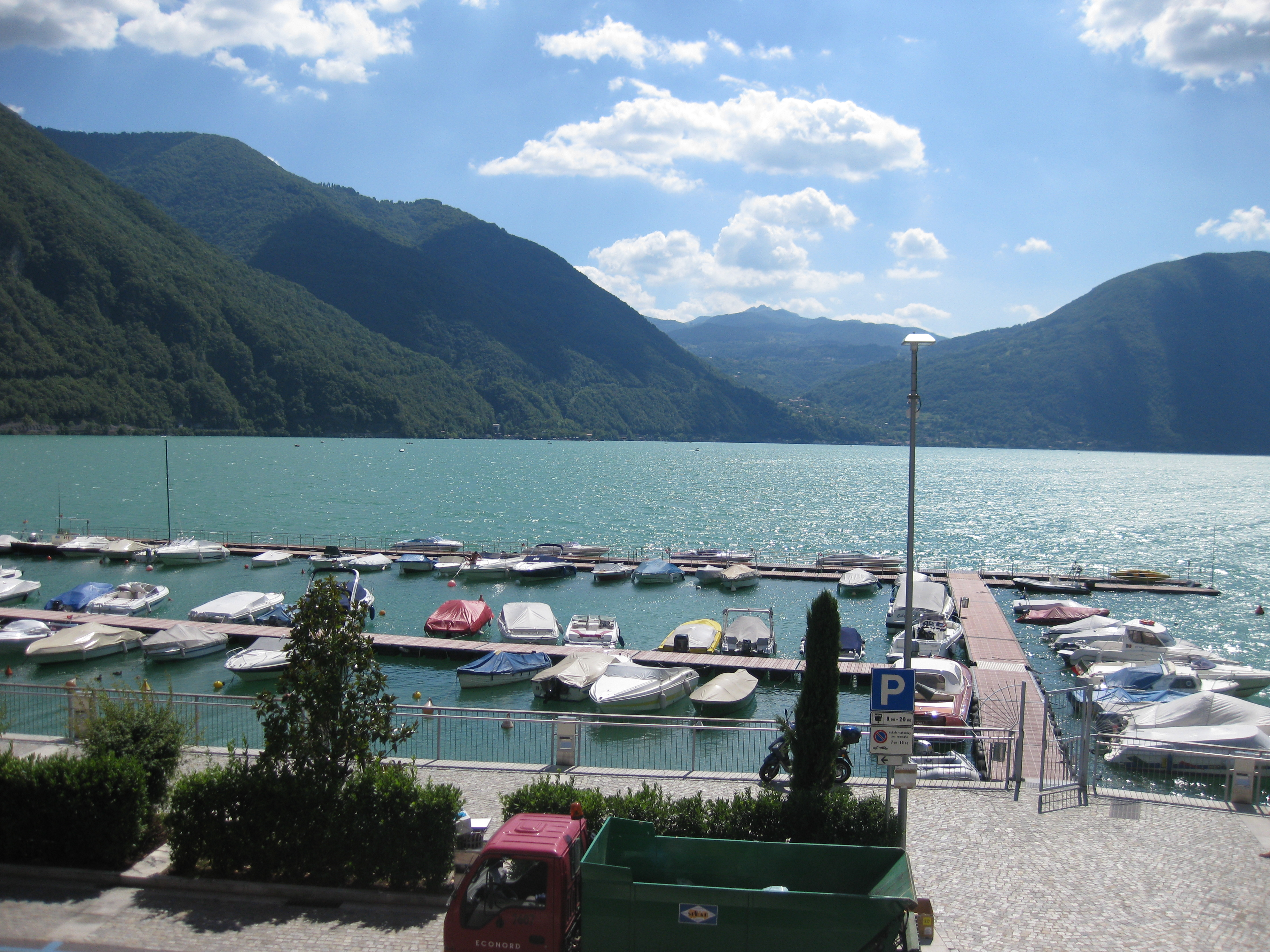
포르레차, 호수 상류

호수의 크기는 48.7k㎡이며, 그중 63%가 스위스에 있고 37%가 이탈리아에 있으며 평균 너비는 약 1km, 북부 분지에서 발견되는 최대 깊이는 288m이다. 호수 배수 분지의 정점은 루가노 프레알프스 (2,245m)의 피조 디 지노(Pizzo di Gino) 정상이다. 스위스 해안을 따라 위치한 50여 곳의 목욕 시설에서 호수 목욕이 가능하다.
캄피오네디탈리아의 이탈리아 영토와 호수의 일부는 유럽 관세법에 의해 재정적 목적을 위해 비영토로 간주되며, EU VAT가 면제되는 면세 지역으로 특별한 세금 상태를 누린다. 또한 거주자에게도 다른 유리한 세금 혜택을 제공한다.
멜리데 둑길은 북쪽(27.5k㎡) 분지와 남쪽(21.4k㎡) 분지를 나눈다. 둑길의 다리가 물의 흐름과 항해를 허용하지만, 호수 보유 시간은 평균 8.2년이다. 북부 유역(11.9년)이 남부 유역(2.3년)보다 상당히 높다.
스위스(CH)와 이탈리아(I)의 호수에 있는 장소는 다음과 같다. (루가노에서 시계 방향으로):
- 루가노 (CH)
- 카사라테 (CH)
- 카스타뇰라 (CH)
- 간드리아 (CH)
- 오리아, 발솔다 (I)
- 산 마메트 (I)
- 크레소뇨 (I)
- 폴레짜 (I)
- 칸틴 디 간드리아(CH)
- 카프리노 (CH)
- 캄피오네디탈리아 (I)
- 비손 (CH)
- 마로지아 (CH)
- 멜라노 (CH)
- 카폴라고 (CH)
- 리바 산 비탈레 (CH)
- 브루시노-아르시지오 (CH)
- 포르투 세레시오 (I)
- 브루심피아노 (I)
- 라베 나 폰테 트레사 (I)
- 폰테 트레사 (I / CH)
- 카슬라노 (CH)
- 말리아소 (CH)
- 아그노 (CH)
- 아그누조 (CH)
- 몬타뇰라 (CH)
- 카라비에타 (CH)
- 피지노 (CH)
- 모르콧 (CH)
- 멜리데 (CH)
- 파라디소 (CH)

## 항해

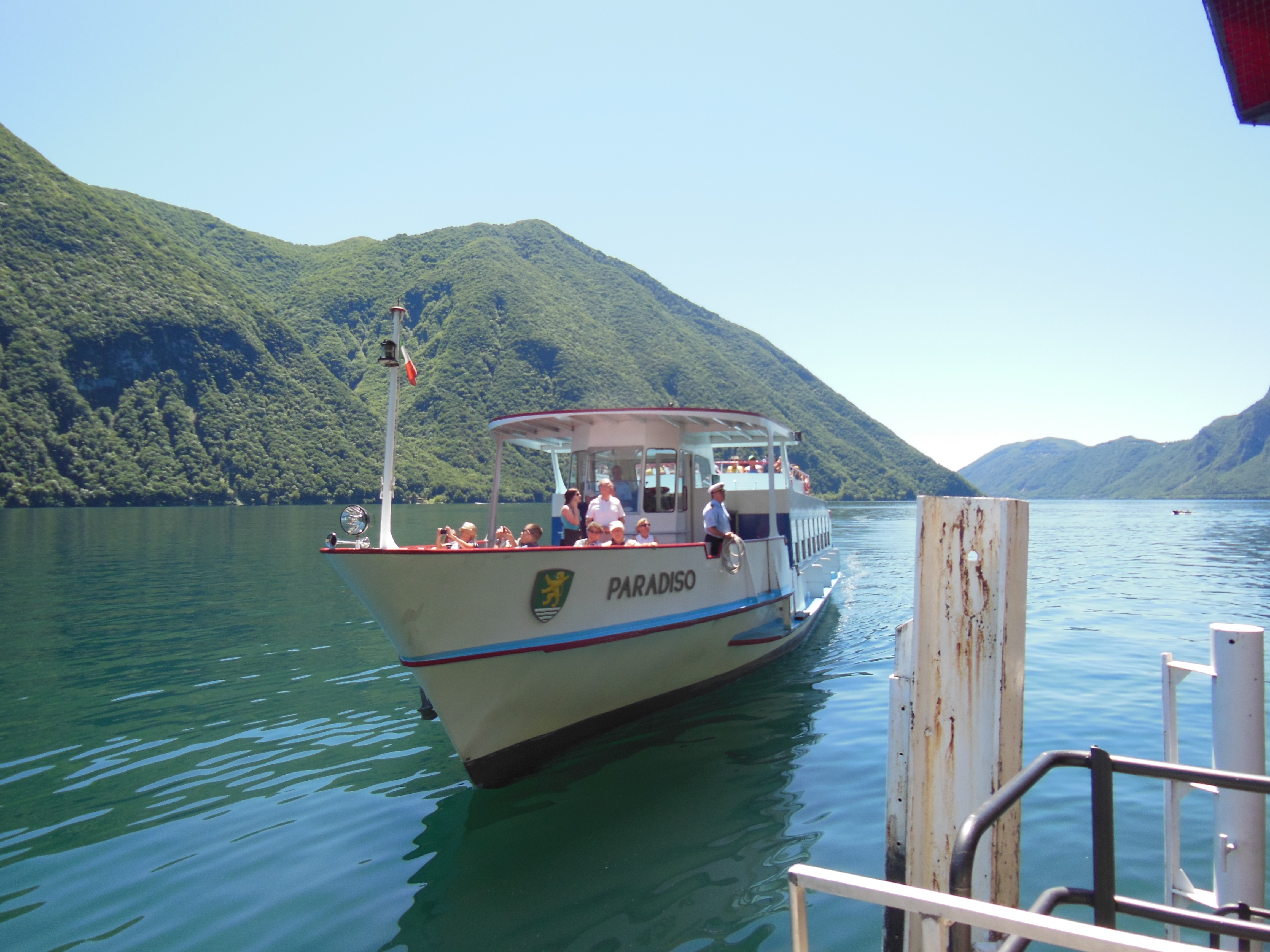
간드리아의 SNL 여객선

이 호수는 항해가 가능하며, 상당수의 개인 선박이 사용한다. 소시에타 나비가지오네 델 라고 디 루가노 (SNL)의 여객선은 주로 관광 목적으로 호수에서 서비스를 제공하지만, 루가노를 다른 호숫가 커뮤니티와 연결하기도 한다. 이 중 일부는 도로 접근이 불가능하다.
이 호수(및 마조레 호수)에서의 어업은 스위스와 이탈리아 간의 1986년 협정에 의해 규제된다. 현재 항해에 관한 협정은 1992년부터 시작되었다.

## 오염
오염은 오랫동안 루가노 호수의 문제였다. 1960년대와 1970년대에는 공식적으로 호수에서 목욕하는 것이 금지되었다. 간드리아와 같은 하수 처리장의 지속적인 도입에도 불구하고 호수 체류 시간, 산소 부족과 인 농도 증가와 같은 요인으로 인해 호수가 복구될 수 있는지 불확실하다.
연방 환경청이 마지막으로 발간한 루가노 호수 보고서는 1995년부터 시작되었다. 해당 보고서를 요약하면 다음과 같다.
- 그 당시 측정은 약간의 개선을 나타내었지만, 동일한 속도로 계속될 것 같지 않았다.
- 아주 깊은 호수 바닥에는 거의 영구적인 오염층이 있었다.
- 산소가 부족했고 100m 깊이 아래에서 찾을 수 없었다.
- 결과적으로 인 수준은 이 깊이에서 증가하고 있었다.
- 북부 유역의 인 수준은 6배, 남부 유역은 2배 높았다.
- 청소하는 데 수십 년이 걸릴 것이다.
- 호수는 "만성적으로 아프다"고 말할 수 있다.
- 호수의 이탈리아 부분에서는 인구의 20%만이 인 필터가 있는 하수 처리장에 연결되었다(모든 스위스 지역이 연결되어 있지는 않음).

스위스-이탈리아 조직인 CIPAIS가 최근 발간한 보고서에서 다음과 같이 말한다.
| “ | 2009년에 얻은 결과를 고려할 때, 관찰된 개선에도 불구하고 루가노 호수는 여전히 스위스 호수 중 가장 높은 부영양화 상태에 있음을 확인할 수 있다. | ” |

이탈리아 환경 단체인 레감비엔테는 2007년 이탈리아 북부의 모든 호수에 대한 연구에서 루가노 호수가 가장 오염된 것으로 나타났다.
| “ | 모든 물 샘플은 법적 한계를 훨씬 벗어났다. 오염된 장소는 건강상의 이유로 목욕을 해서는 안 된다. 박테리아는 최악의 경우 피부 감염, 설사 및 구토를 유발할 수 있다. | ” |

레감비엔테에 따르면 이탈리아 호수에서 수영이 금지되지 않은 유일한 이유는 롬바르디아주가 법을 변경했기 때문이다. 그들은 호수의 오염 수준이 유럽 규정을 따르지 않으며 하수 처리의 부족은 불법이라고 말한다.
그들의 2010년 조사에서 폰테 트레사, 오스테네 및 포르토 세레시오에서 채취한 샘플이 "심각하게 오염된" 것으로 나타났다. (1,000 UFC/100ml 장내구균 이상 및 2000 UFC/100ml 대장균 이상)

## 식생

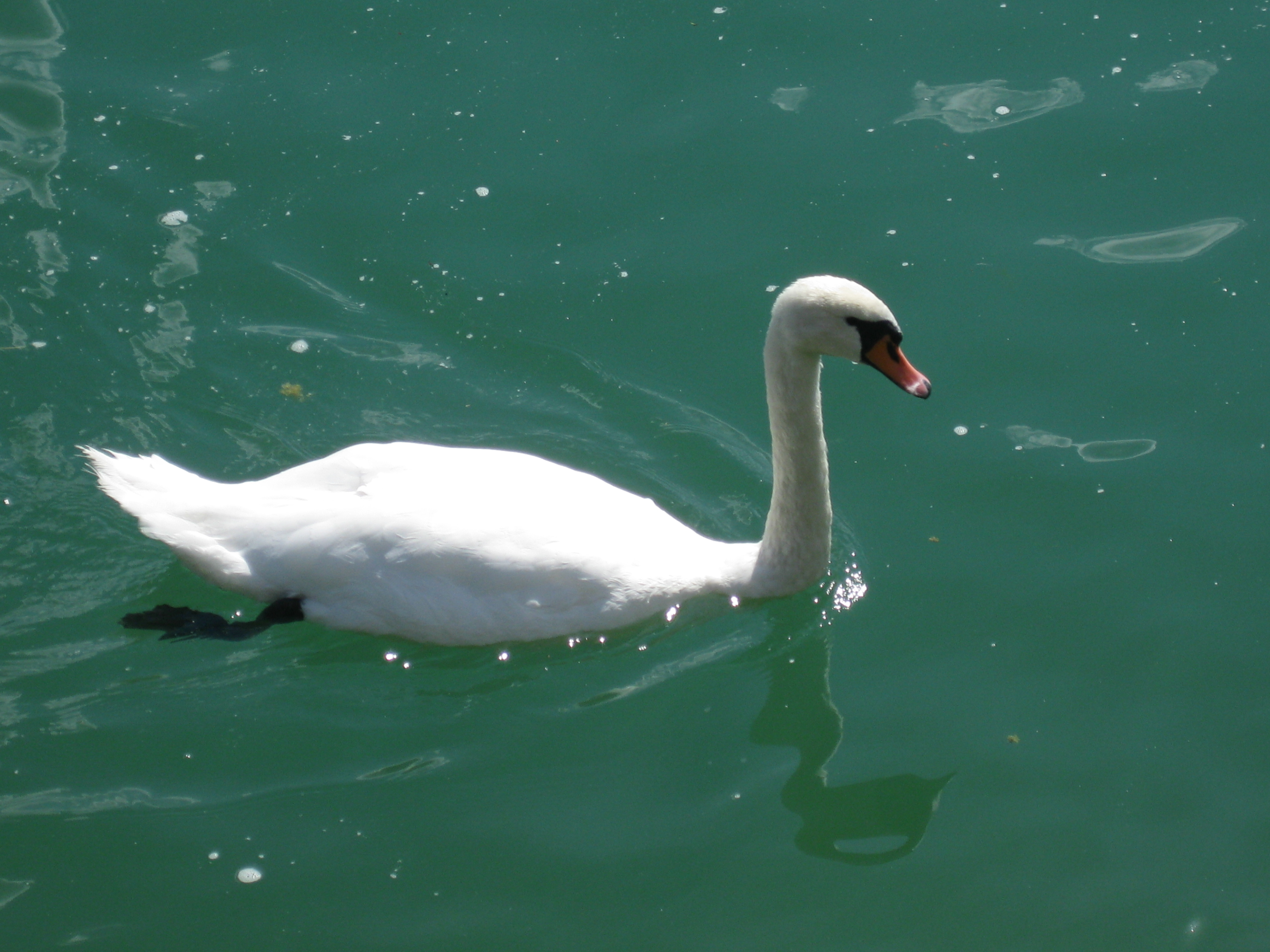
포르레짜의 백조

호수에는 물고기가 가득하다. 포르레짜의 꾸치오강 하구와 같은 몇몇 보호 구역을 제외하고는 다양한 규정에 따라 낚시가 허용된다. 보호종은 흰잉어와 흰발톱가재(Austropotamobius pallipes)이다. 마조레 호수와 달리, 흰잉어가 이곳은 거의 멸종되었으며 호수, 특히 폰테 트레사 주변의 통제된 개체수 보충을 위한 계획이 진행 중이다.
1895년에 북미곤들매기가 추크호에서 도입되었고, 1894년과 1897년 사이에 일반적인 백어가 도입되었다. 1950년 이래로 뇌샤텔 호수에서 백송어를 도입하려는 시도가 있었지만, 효과적으로 자리를 잡지 못했다.
로치는 많은 개체수가 존재하며, 호수 전체를 식민지화하여 흰잉어를 대체하는 데 약 10년이 걸렸다. 유럽잉어, 잉어와 유럽농어, 큰입농어, 잔더 및 모오케 몇 가지 예가 여전히 존재한다. 최근에는 유럽메기와 피고가 목격되었다.

## 화석
루가노 호수 남쪽 기슭 뒤에 있는 전지역은 화석이 풍부하다. 이 화석 퇴적물이 집중된 곳은 몬테산조르조산으로, 19세기 이후 트라이아스기 중기 (약 2억 2천만 년 전)로 거슬러 올라가는 많은 화석이 발견되었다. 몬테산조르조산의 퇴적물은 서쪽을 향해 이탈리아 영토와 베사노의 퇴적물까지 뻗어 있다. 초기 쥐라기 (약 1억 8천만 년전)의 화석도 남쪽 해안을 따라 발견되었지만, 동쪽과 오스테노 쪽에서 더 많이 발견되었다.